# Rajendravarman II.
Rajendravarman II. († 968) war von 944 bis zu seinem Tod König des Khmer-Reiches. Er residierte in Yashodharapura (Angkor). Rajendravarman II. unternahm einen Feldzug gegen die Champa und vermochte das Herrschaftsgebiet beträchtlich zu erweitern. In seiner Regierungszeit wurden u. a. der Östliche Mebon und der Pre Rup erbaut und der eigenständige Pre Rup-Stil wurde entwickelt. An vier Tempeln finden sich Inschriften von Rajendravarman II., darunter die längste Sanskrit-Inschrift des Khmer-Reiches.

## Vorgänger
Auf Jayavarman IV. (928–941), der Koh Ker zur Hauptstadt des Khmer-Reiches erhoben hatte, folgte Harshavarman II. (941–944), der ebenfalls in Koh Ker residierte. Bei der Übernahme der Herrschaft wurde Harshavarman II. vermutlich von seinem Cousin Rajendravarman II. unterstützt, denn er war nicht der designierte Thronfolger. Als Harshavarman II. drei Jahre später starb (möglicherweise durch Fremdeinwirkung), wurde Rajendravarman II. König. Dieser verlegte die Hauptstadt des Khmer-Reiches wieder in die Region von Angkor nach Yashodharapura.

## Regierungszeit
Kurz nach der Machtübernahme zog Rajendravarman II. in die Gegend von Angkor. Er ließ die alte Hauptstadt Yashodharapura restaurieren, die Yasovarman I. (889–910) erbaut hatte. Nur ein Feldzug gegen die Champa ist dokumentiert, bei dem es dem Khmer-Herrscher gelang, das goldene Bildnis einer Bhagavathi zu erbeuten. Rajendravarman vermochte das Khmer-Reich enorm zu vergrößern; Teile von Burma, weite Gebiete von Thailand und die südliche Region von China bis Yunnan  gehörten u. a. dazu. Rajendravarman II. war Anhänger des Hinduismus, zeigte aber dem Buddhismus gegenüber große Toleranz. Sein Minister Kavindrarimathana war Buddhist und verantwortlich für die Bauvorhaben des Königs.

## Nachfolge
Nach dem Tode von Rajendravarman II. wurde dessen Sohn Jayavarman V. (968–1001) im Alter von zehn Jahren König.

## Bautätigkeit

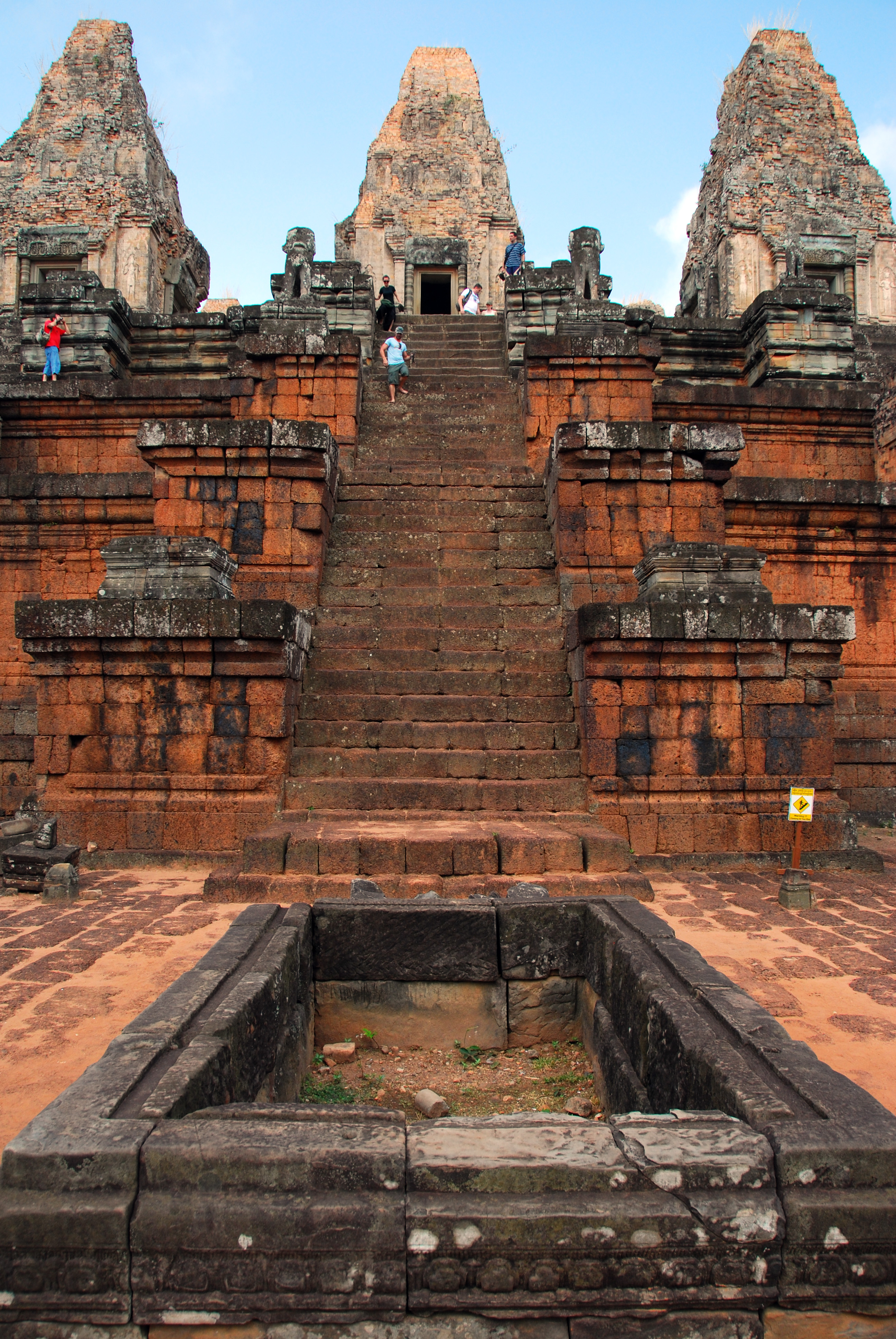
Tempel Pre Rup

Die zwei bedeutendsten Tempelanlagen, für die Kavindrarimathana im Auftrag von Rajendravarman II. zuständig war, sind der Östliche Mebon und der Pre Rup. Der östliche Mebon (Mebon = Inseltempel) wurde im östlichen Baray (Yashodharatataka), den Yasovarman I. erbaut hatte, auf einer künstlichen, 117 Meter × 114 Meter großen Insel errichtet und 952 eingeweiht. Genau südlich von diesem und ca. 200 Meter vom Ufer des (nun ausgetrockneten) Baray entfernt, erhebt sich der Pre Rup, ein Tempelberg, der ca. 9 Jahre später eingeweiht wurde. Auch die Tempel Kutisvara, Prasat Leak Neang und Prasat Bat Chum entstanden während der Regierungszeit von Rajendravarman II. Wahrscheinlich ließ Rajendravarman II. auch den Tempel Baksei Chamkrong vollenden. Ob unter Rajendravarman mit dem Bau des Tempels Phimeanakas begonnen wurde, ist noch nicht zweifelsfrei geklärt.
Der sogenannte Pre Rup-Stil (944–ca. 968), zu dem die Heiligtümer Pre Rup, Östlicher Mebon, Bat Chum und Kutisvara zählen, bildet den Übergang vom Koh Ker-Stil (928–944) zum Banteay Srei-Stil (967–1000). Im Vergleich mit den kolossalen und dynamischen Skulpturen des Koh Ker-Stils sind die Statuen des Pre Rup-Stils relativ klein und statisch.
Noch während der Regierungszeit von Rajendravarman II. wurde der ca. 20 Kilometer nordöstlich von Angkor gelegene Tempel Banteay Srei (= Zitadelle der Frauen) eingeweiht (967 wurde das Heiligtum vollendet, die Gründungsstele wurde 968 angebracht). Dieser Tempel aus rosafarbenem Sandstein wurde jedoch nicht vom Herrscher, sondern von zwei Brahmanen erbaut.

## Inschriften
Rajendravarman ließ zwischen 947 und 961 Inschriften an vier Tempeln anbringen.

### Inschrift am Baksei Chamkrong
Diese Inschrift wurde im Jahr 947 angebracht und umfasst 48 Strophen in Sanskrit. U. a. rühmt Rajendravarman II. seine Abstammung, die er einerseits auf Srutavarman (Solares Geschlecht) und Rudravarman von Funan (Lunares Geschlecht) zurückführt.

### Inschrift am Östlichen Mebon
Diese Inschrift wurde im Jahr 952 angebracht und ist mit 218 Strophen eine der längsten Sanskrit-Inschriften des Khmer-Reiches. Die Inschrift erwähnt den Feldzug gegen die Champa. Zur Abstammung von Rajendravarman II. sagt sie, dass er der Sohn von Mahendradevi und Mehandravarman sei. Die Inschrift besagt zudem, dass der Herrscher die buddhistische Lehre verstanden habe.

### Inschrift am Pre Rup
Mit 298 Sanskrit-Strophen ist diese Inschrift, die 961 angebracht wurde, die längste von allen Inschriften des Khmer-Reiches. Sie ist sehr wichtig, weil die Verwandtschaft von Rajendravarman II. eingehend erklärt wird.

### Inschriften von Bat Chum
Die Inschriften von Bat Chum wurden spätestens im Jahr 960 angebracht. Es handelt sich um sechs Texte, die in die Türpfosten der drei Ziegeltürme von Bat Chum gemeißelt sind. Mehr als 200 Zeilen sind in Sanskrit und in Versform geschrieben. Sie wurden von Dichtern verfasst, welche ihre Texte signierten. 14 Zeilen in Khmer (Prosa) wurden angefügt. In keiner dieser sechs Inschriften geht es um die königliche Genealogie. Erwähnt werden die Thronbesteigung im Jahr 944, der Feldzug gegen die Champa und die Restauration von Yashodharapura, der von Yasovarman I. gegründeten Hauptstadt. Weiter wird der Bau eines Mandir genannt (um welches Gebäude es sich handelt, ist nicht bekannt) und der Bau des Inseltempels im Yasodharatataka (Östlicher Baray) erwähnt. Eine Inschrift besagt, dass Kavindrarimathana einen See angelegt habe (möglicherweise handelte es sich um eine erste Anlage des Srah Srang).